# Jane Sixsmith
Janet Theresa Sixsmith, detta Jane (Sutton Coldfield, 5 settembre 1967), è una hockeista su prato britannica, vincitrice di una medaglia olimpica ai giochi olimpici estivi di Barcellona nel 1992.
Durante la sua carriera internazionale ha segnato oltre 100 gol in 323 presenze tra Inghilterra e Gran Bretagna, distinguendosi per essere stata la prima giocatrice di hockey britannica ad essere apparsa a quattro Olimpiadi, seguita da Kate Richardson-Walsh.

## Carriera
Ha iniziato a giocare a hockey all'età di dodici anni, dopo che le era stato negato di poter giocare con la squadra di calcio maschile della sua scuola. Successivamente si è aggregata alla formazione della sua città natale, il Sutton Coldfiled, venendo inoltre convocata nella formazione under-18 inglese di hockey.
Nel 1992 è stata convocata in nazionale maggiore partecipando ai giochi olimpici di Barcellona, conquistando una medaglia di bronzo.
Nel gennaio 2013 ha preso parte alle finali di hockey indoor Maxifuels Super Sixes con il Sutton Sundfield, raggiungendo la finale dopo aver battuto Bowden Hightown in semifinale. Il 27 gennaio in occasione della finale contro il Reading HC alla Wembley Arena, segna una rete per la sua squadra non riuscendo però ad evitare la sconfitta per 2-5.

## Palmarès

### Olimpiadi estive
- 1 medaglia
  - 1 bronzo (Barcellona 1992)

### Giochi del Commonwealth
- 1 medaglia
  - 1 argento (Kuala Lumpur 1998)

### Europei
- 3 medaglia
  - 1 oro (Brussels 1991)
  - 1 argento (Londra 1987)
  - 1 bronzo (Colonia 1999)